# Paul-Löbe-Haus

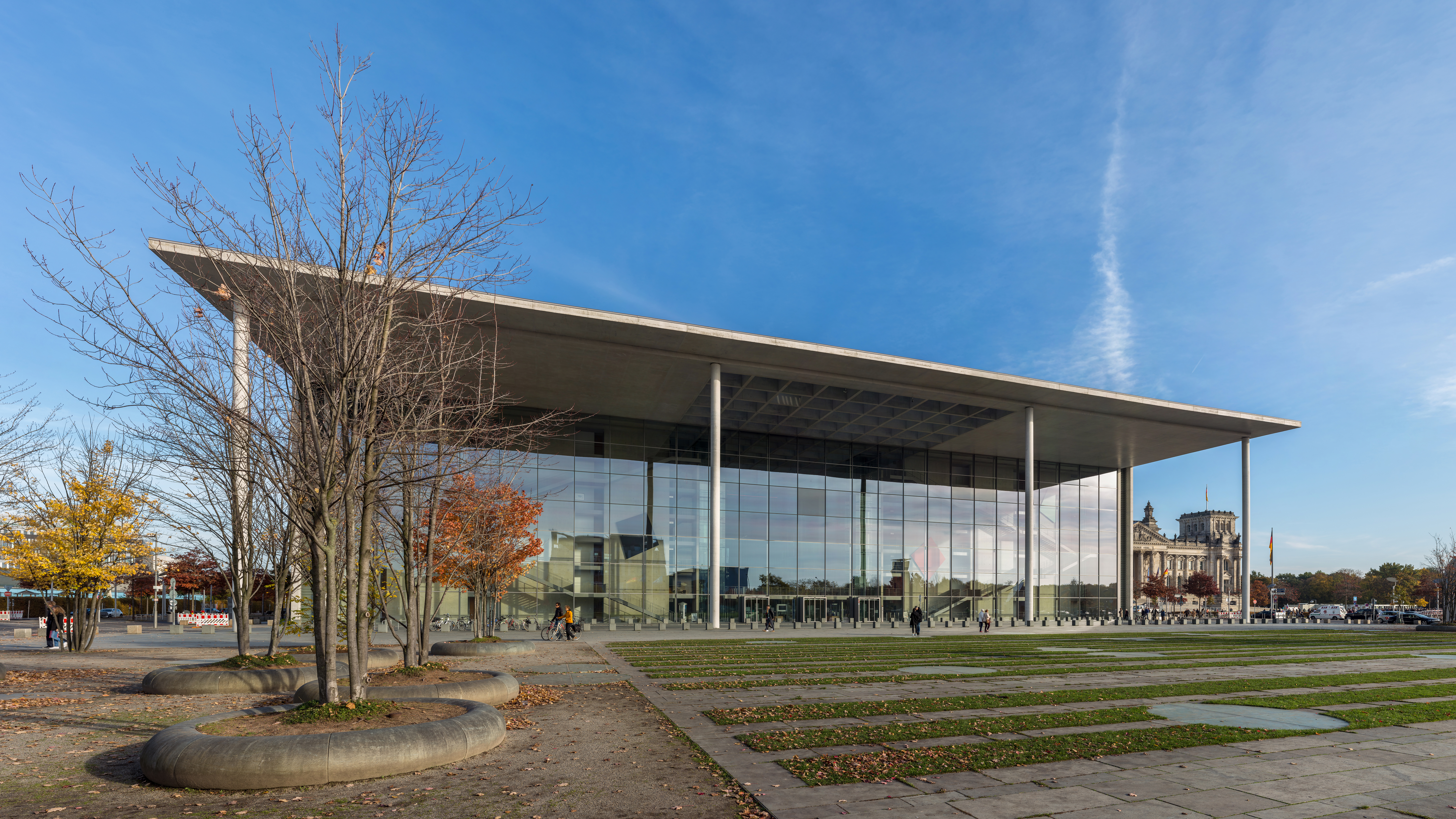
Fasada główna

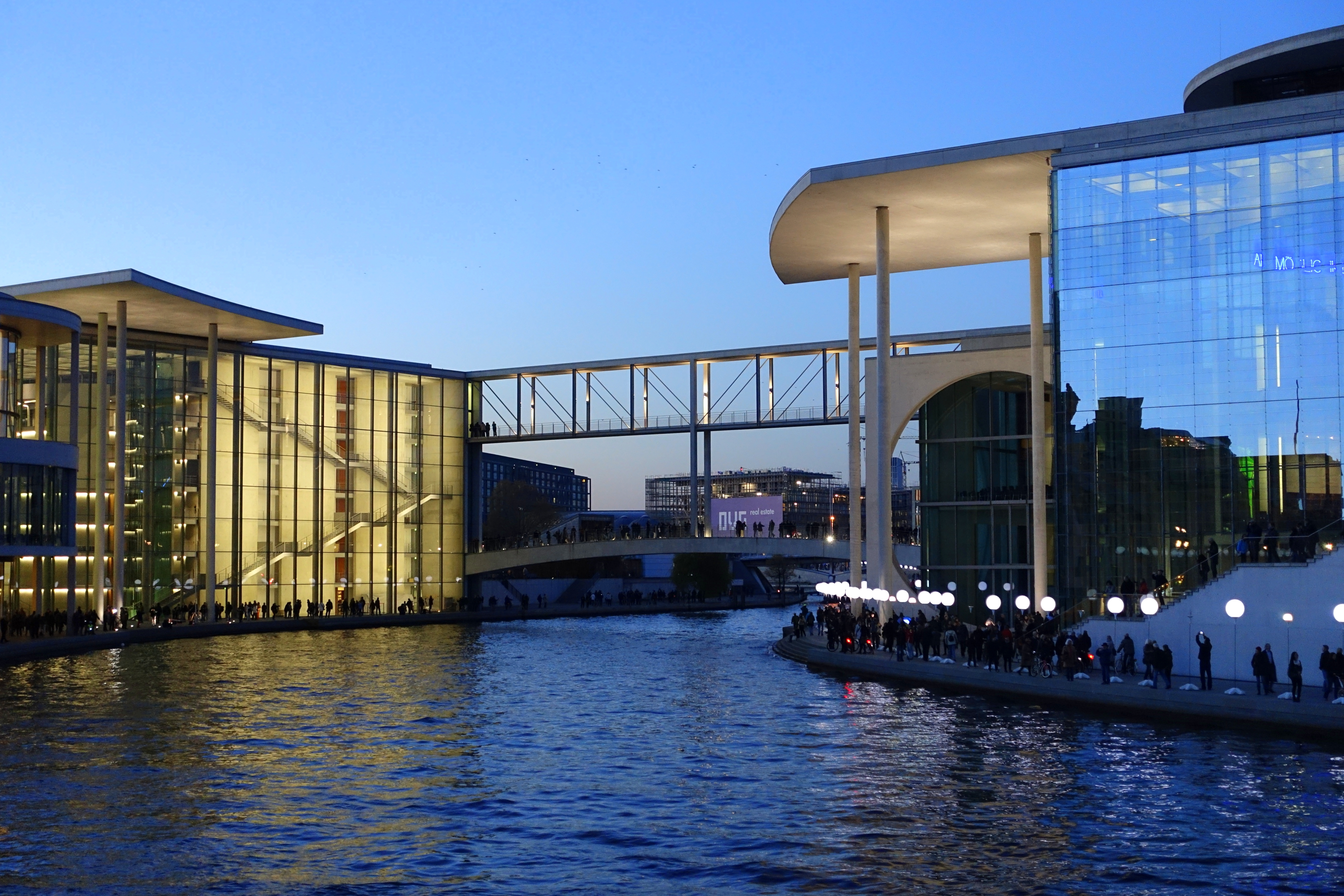
Kładka nad Sprewą (po prawej Marie-Elisabeth-Lüders-Haus)

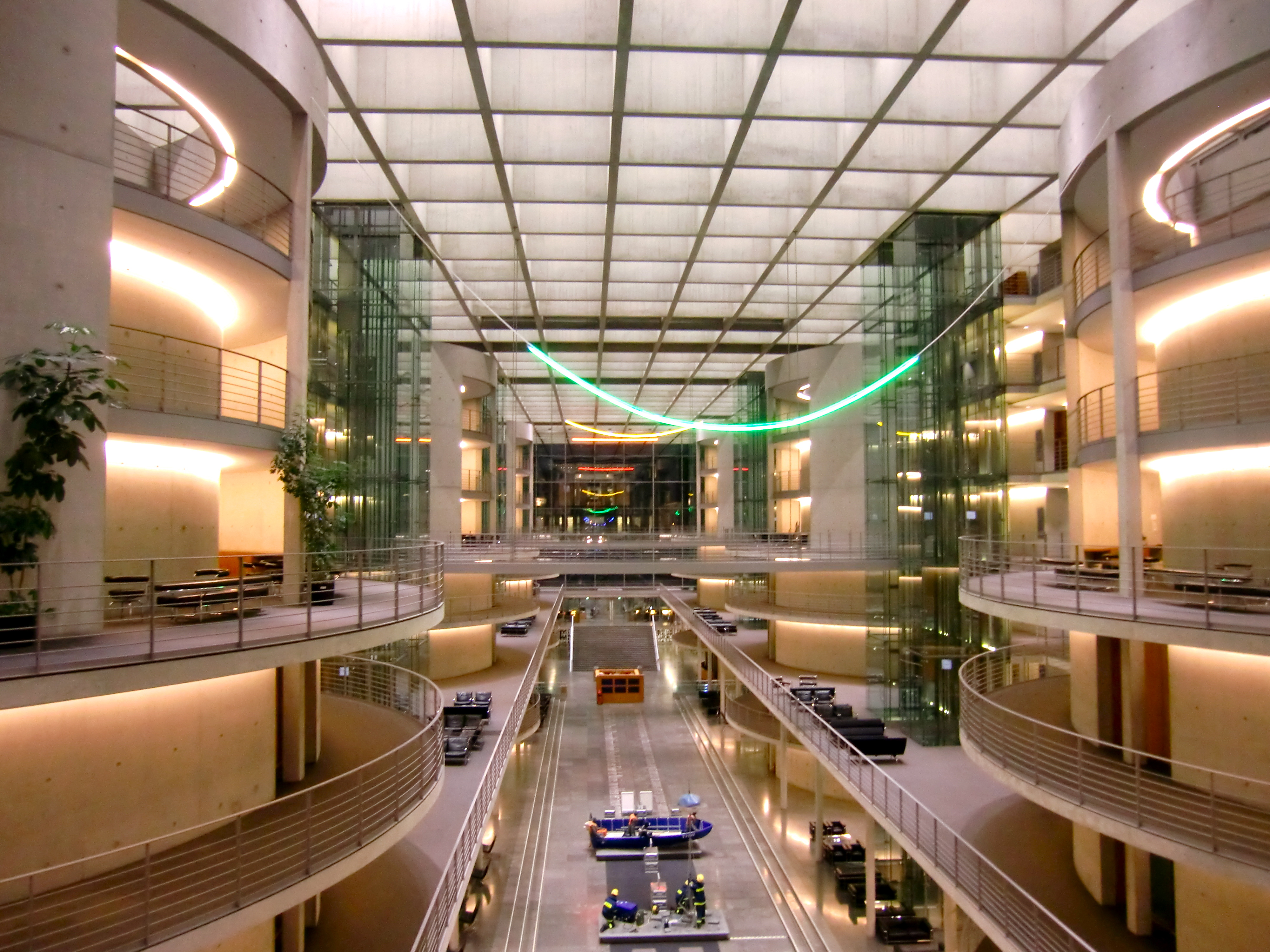
Atrium

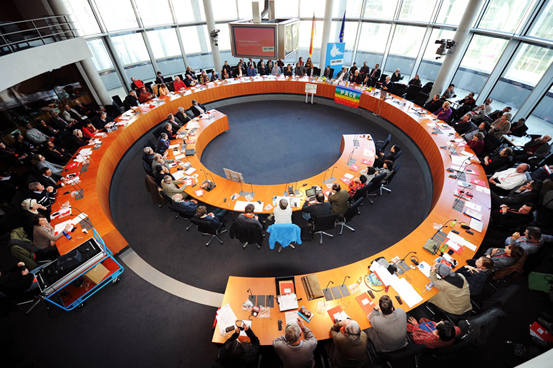
Sala Europy

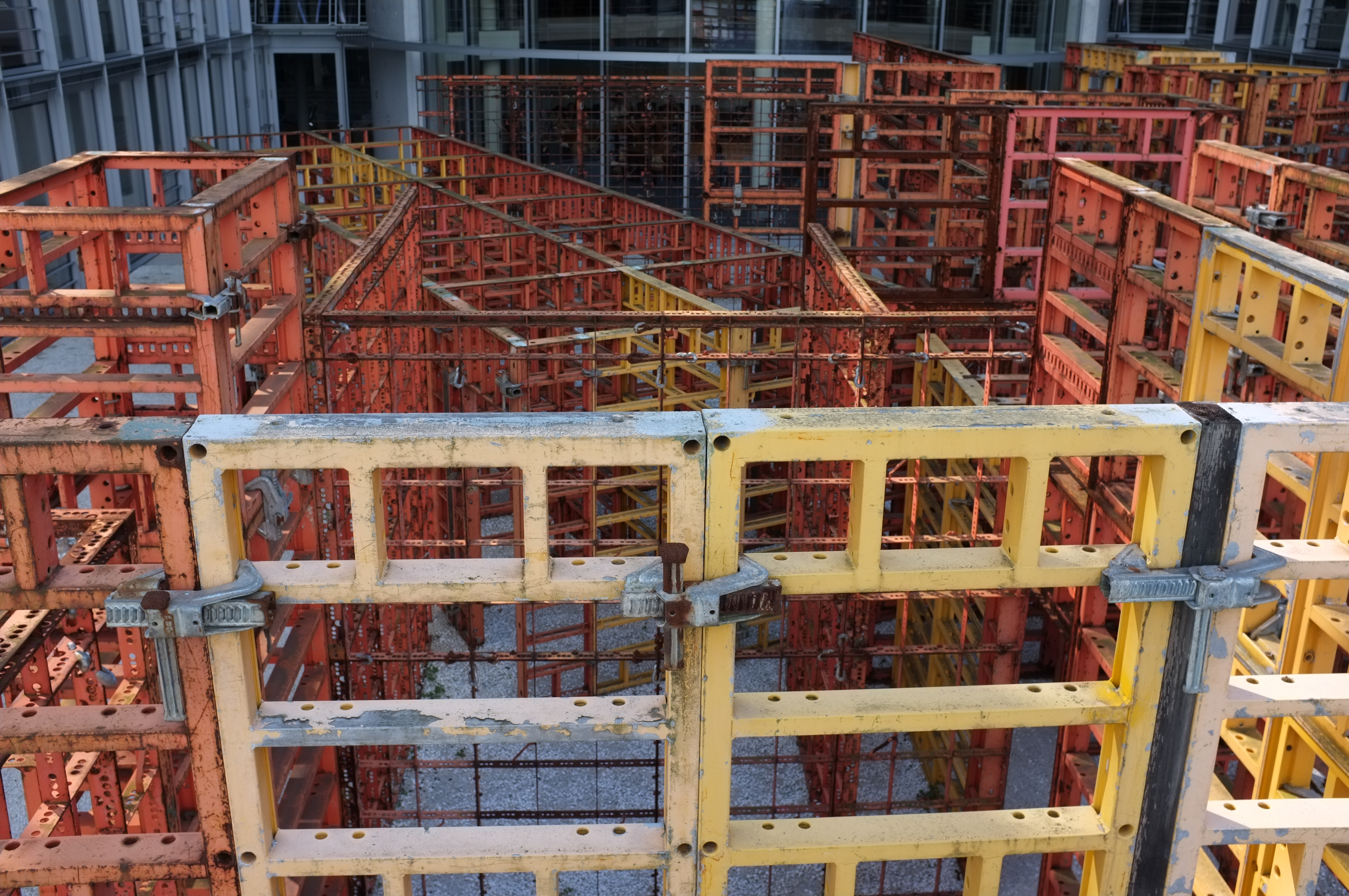
Labirynt autorstwa Franka Hörnschemeyera

Paul-Löbe-Haus – niemiecki budynek rządowy (federalny) zlokalizowany w centrum Berlina, bezpośrednio nad Sprewą, pomiędzy Otto-von-Bismarck-Allee, a Paul-Löbe-Allee. Jego patronem jest urodzony w Legnicy polityk SPD, Paul Löbe (1875-1967), od 1949 honorowy prezydent Bundestagu.

## Położenie
Obiekt należy do grupy zabudowań nazywanych „Wstęgą Federacji” (niem. Band des Bundes), na którą składają się jeszcze Marie-Elisabeth-Lüders-Haus i Urząd Kanclerza Federalnego. Obok znajduje się również gmach Reichstagu. Budynki te, umieszczone na osi wschód-zachód, w łuku Sprewy, tworzą zespół łączący tereny znajdujące się w czasach komunistycznych po dwóch stronach muru berlińskiego (w Berlinie Zachodnim i NRD). Historycznie jest to z jednej strony Moabit, a z drugiej dzielnica Fryderyka Wilhelma. Symbolicznie zespół architektoniczny łączy więc, m.in. za pomocą kładki Marie-Elisabeth-Lüders-Steg, dwie, rozdzielone uprzednio części zjednoczonych Niemiec.

## Historia
Konkurs architektoniczny na budynki Paul-Löbe-Haus oraz Marie-Elisabeth-Lüders-Haus rozstrzygnięto w 1993. Wybór projektu monachijskiego architekta, Stephana Braunfelsa uzasadniono siłą wyrazu, śmiałym oddaniem autoportretu państwa i ambitną wizją, na której mogły wzorować się kolejne realizacje w okolicy. Obiekt oddano do użytku w 2001.

## Architektura
Budynek ma osiem kondygnacji, osiem przeszklonych, cylindrycznych wież i pięć charakterystycznych grzebieni na każdej z elewacji bocznych. Jest długi na dwieście metrów i szeroki na 102 metry. Jako główna traktowana jest elewacja zachodnia z centralnym wejściem. W jej przeszklonej fasadzie odbija się zlokalizowany naprzeciw Urząd Kanclerza Federalnego. Za fasadą wyraźnie przezierają wewnętrzne, łamane, symetryczne schody, nazywane „Drabiną Jakubową”. Sprawiają one wrażenie samodzielnych rzeźb. Elewacje boczne mają wysokość 23 metrów. Składa się na nie pięć bocznych skrzydeł i dzielących je otwartych, wypełnionych zielenią dziedzińców, których oszklone ściany kontrastują z surowością betonu zewnętrznych ścian samych skrzydeł. Nad Sprewą zrealizowano bulwary z zielonymi skwerami.
Wewnątrz budynku znajduje się atrium, przecinające gmach na całej wysokości ośmiu kondygnacji. Jest ono przykryte przejrzystym, rastrowym dachem na całej długości i pełni rolę bulwaru, z którego widać wszystkie piętra, przejścia boczne, galerie, kładki i szesnaście wind.
Gmach połączony jest podziemnym tunelem z Reichstagiem, a dwupoziomową kładką nad Sprewą (Marie-Elisabeth-Lüders-Steg) z budynkiem Marie-Elisabeth-Lüders-Haus, gdzie mieści się biblioteka Bundestagu i archiwum parlamentu. Dolny poziom kładki przeznaczony jest dla zwiedzających, a górny dla pracowników i posłów.

## Wnętrza
Obiekt mieści trzy grupy instytucji (komisje, dział public relations, biuro obsługi zwiedzających) i biura poselskie. Jest to łącznie około tysiąca biur i sal. Wszystkie sale posiedzeń, sekretariaty, a także biura posłów mają przeszklone fasady i wychodzą na dziedzińce. Według zamysłu architekta ma to zapewniać każdemu obywatelowi możliwość obserwowania pracy swoich przedstawicieli.

### Komisje
Sale posiedzeń komisji mieszczą się w cylindrycznych wieżach i są dwukondygnacyjne: dolna część przeznaczona jest dla obradujących polityków (średnio komisje liczą od 14 do 46 osób), a górna dla publiczności, mającej tutaj swobodny dostęp. Największa jest sala posiedzeń komisji budżetowej (nr 2400) licząca ponad sto miejsc dla obradujących. Poza wieżami mieści się tylko jedna sala, należąca do Komisji ds. Unii Europejskiej. Jest ona umieszczona w dużej rotundzie nad Sprewą (strona wschodnia), na drugim i trzecim piętrze. Nosi nazwę „Sali Europy” i ma powierzchnię 261 m². Oprócz standardowego wyposażenia ma także kabiny dla tłumaczy oraz własne pomieszczenia techniczne.

### Biura poselskie
W gmachu zlokalizowano też biura poselskie dwóch głównych frakcji parlamentarnych: SPD i CDU/CSU. Biuro danego posła składa się z trzech połączonych ze sobą pomieszczeń (każde po 18 m², łącznie 54 m²). Ściany zewnętrzne tych pokoi są przeszklone, wyposażone w osłonę przeciwsłoneczną i przeciwodblaskową.

### Public relations i zwiedzający
Na dział public relations i obsługę zwiedzających przeznaczonych jest ponad pięćdziesiąt pomieszczeń. „Wstęgę Federacji” i Reichstag zwiedza rocznie około trzech milionów ludzi, posługujących się wielością języków.

## Sztuka
Gmach mieści kolekcję różnego rodzaju obiektów artystycznych (ponad 30 sztuk). Są to m.in.:
- Berlin Panels (autorstwa amerykańskiego artysty Ellswortha Kelly’ego): za główna fasadą, w formie kolorowych, wielkoformatowych rombów, rozbijających powagę surowej struktury tej części obiektu,
- instalacja francuskiego artysty François Morelleta w formie neonowych taśm pod sklepieniem atrium,
- instalacja Josepha Kosutha (USA) w posadzce atrium w formie metalowych, intarsjowanych liter, tworzących dwa cytaty: z Czarodziejskiej Góry Tomasza Manna[4] oraz Wspomnień Ludolfa Ursleu juniora Ricardy Huch[5],
- dwie świecące na zielono instalacje o wysokości dziesięciu metrów w formie dwóch mężczyzn stojących na drabinach autorstwa artysty z Lipska, Neo Raucha,
- instalacja Jörga Herolda(inne języki) – lustro kierujące promienie słoneczne na dziedziniec, na którym umieszczono kamienne płyty (każda z ważną datą z historii Niemiec), przy czym do oświetlenia wszystkich płyt potrzeba roku,
- labirynt autorstwa Franka Hörnschemeyera zlokalizowany na jednym z dziedzińców od północy, zbudowany z płyt do nadawania kształtów mieszance betonowej, naśladujący przebieg muru berlińskiego i zachęcających do refleksji na temat wyboru drogi życiowej,
- rzeźby zespołu artystycznego Twin Gabriel (Else Gabriel(inne języki) i Ulf Wredel) w formie teflonowych profili przedstawiających Niemca nr 1 (Johann Wolfgang von Goethe) i Niemca nr 2 (owczarek niemiecki), przy czym rzeźby te, wkomponowane w żywopłot, są rozpoznawalne dopiero w wyniku odpowiedniej gry świateł i mają odnosić się do niemieckiej tradycji upewniania się o własnej wartości narodowej oraz czczenia swych bohaterów w monumentach,
- instalacja artysty z Lipska, Tilla Exita(inne języki), w formie oświetlonych od wewnątrz sześcianów prezentujących się odmiennie w dzień i w nocy,
- kolorowe lampy i meble w restauracji dla posłów autorstwa kubańskiego artysty Jorge Pardo(inne języki),
- meble w restauracji dla zwiedzających, których wykonanie zlecił rzemieślnikom z różnych kultur Tobias Rehberger(inne języki) według własnych rysunków,
- instalacja brytyjskiej artystki, Angeli Bulloch(inne języki) w formie ławy przed Salą Europy (siadanie na niej powoduje włączanie się kolorowych lamp w restauracji dla zwiedzających, piętro niżej)[2].